# Jean-François Beaupré
 (février 2017).
Si vous disposez d'ouvrages ou d'articles de référence ou si vous connaissez des sites web de qualité traitant du thème abordé ici, merci de compléter l'article en donnant les références utiles à sa vérifiabilité et en les liant à la section « Notes et références ».
Pour les articles homonymes, voir Beaupré.
Jean-François Beaupré est un acteur et auteur-compositeur-interprète québécois né à Joliette le 25 avril 1970.
Actif dans le doublage, il est notamment la voix québécoise régulière de Chris Pine, Ethan Hawke, Adam Scott, Toby Kebbell, Bobby Cannavale ainsi qu'une des voix de 50 Cent, Eric Bana et Jeremy Renner.

## Biographie
Le parcours musical de Jean-François Beaupré commence au primaire, où il fait partie de la chorale. Il y rencontre la musique et le chant. Une passion est née. À 16 ans, inspiré par ses idoles - Cat Stevens, Les Beatles, Simon & Garfunkel, Francis Cabrel, Beau Dommage, Harmonium, Richard Séguin -, il apprend la guitare acoustique. Le véritable déclencheur sera l'album The Unforgettable Fire de U2 sorti en octobre 1984. Il s'investit dans l'écriture de ses premières chansons à l'école secondaire. À 19 ans, son goût de la scène se transforme. Le désir de jouer, d'incarner des personnages à l'écran, le pousse à aller plus loin. En septembre 1989, il est reçu à l'École de Théâtre de St-Hyacinthe en interprétation. Accompagné de sa guitare et de ses chansons, il monte sur scène à l'occasion de Cégep en spectacle à l'automne 1989. Dès sa sortie de l'École de Théâtre en juin 1992, sa carrière de comédien s'amorce. Encouragé par l'enthousiasme de son premier public, il se produit en tant qu'auteur-compositeur-interprète depuis et poursuit sa carrière d'acteur[réf. nécessaire].

## Filmographie

### Cinéma
- 2004 : Le Dernier Tunnel : sergent Michel Létourneau
- 2004 : CQ2 (Seek You Too) de Carole Laure : dealer
- 2004 : Que Dieu bénisse l'Amérique de Robert Morin : policier
- 2006 : Bon Cop, Bad Cop d'Érik Canuel : Sylvain
- 2011 : Voyez comme ils dansent de Claude Miller : joueur de djembé
- 2016 : Améro (court-métrage) de Matthew Fournier, Guillaume Girard et Christian Parenteau : président de l'ordre mondial
- 2016 : King Dave de Podz : policier municipal
- 2019 : Vivre à 100 milles à l'heure de Louis Bélanger : chef des Prospects
- 2022 : Norbourg de Maxime Giroux : Cédrick Riendeau

### Télévision
- 1991 - 1995 : Watatatow : Philippe Charest
- 1993 - 1996 : Ent'Cadieux : Louis Landry
- 1994 - 1998 : Les Zigotos : animateur et comédien
- 1996 - 2001 : Bouscotte : Benjamin Bérubé
- 2001 - 2003 : Les Super Mamies : Alain Éthier
- 2002 : Rumeurs : Daniel Perrier, le "psychopathe"
- 2003 : Histoires de filles : Sylvain le psychopathe[1]
- 2004 : KM/H : Christophe
- 2005 : 450, chemin du Golf : Marc-Antoine
- 2005 : Il était une fois dans le trouble : Jon 2
- 2005 - 2006 : Pure laine : le comédien / policier
- 2006 - 2007 : Minuit, le soir : Marc-André
- 2006 : L'Auberge du chien noir : Vincent
- 2006 : C.A. : Bruno
- 2007 - 2014 : Destinées : Stéphane Simard
- 2009 - 2010 : Le Club des Doigts Croisés : Jean-François Delorme
- 2010 : Une grenade avec ça? : le maître
- 2011 : Bienvenue aux dames : Jeff Lebeau
- 2011 - 2015 : 19-2 : inspecteur Beique, SQ
- 2011 : Trauma : Antoine Fournier
- 2012 : Apparences (série télévisée) : Daniel
- 2012 : Les Parent (série télévisée) : coach de soccer
- 2015 : 30 vies : Guy Drapeau
- 2017 : L'Échappée (série télévisée) : Jordan Tremblay
- 2017 : L'Imposteur (série télévisée) : Marc
- 2018 : District 31 (série télévisée) : Commandant Yves Tremblay

## Doublage

### Cinéma
- Chris Pine dans : (14 films)
  - Le Journal d'une princesse 2: Les Fiançailles royales (2004) : Lord Nicholas
  - Blind Dating (2006) : Danny
  - Coup fumant (2006) : Darwin Tremor
  - Dégustation choc (2008) : Bo Barrett
  - Des gens comme nous (2012) : Sam
  - C'est la guerre (2012) : Franklin Delano Roosevelt Foster
  - Jack Ryan : Recrue dans l'ombre (2014) : Jack Ryan
  - Méchants Patrons 2 (2014) : Rex Hanson
  - Après la fin (2015) : Caleb
  - Comancheria (2016) : Toby Howard
  - Wonder Woman (2017) : Steve Trevor
  - Wonder Woman 1984 (2020) : Steve Trevor
  - Le Contracteur (2022) : James Harper
  - Donjons et Dragons : L'Honneur des voleurs (2023) : Edgin Darvis, le barde

- Ethan Hawke dans : (13 films) 
  - L'Assaut du poste 13  (2005) : Sergent Jake Roenick
  - Seigneur de guerre (2005) : Jack Valentine
  - L'aube des survivants (2009) : Edward Dalton
  - L'Élite de Brooklyn (2009) : Sal Procida
  - Sinistre (2012) : Ellison
  - La Purge (2013) : James Sandi
  - La Fuite (2013) : Brent Magna
  - Régression (2015) : Bruce Kenner
  - Les Sept Mercenaires (2016) : Goodnight Robichaux
  - Stockholm (2018) : Kaj Hansson / Lars Nystrom
  - Tesla (2020) : Nikola Tesla
  - Le téléphone noir (2021) : l'attrapeur
  - L’Homme du Nord (2022) : le roi Horwendil

- Adam Scott dans : (13 films)
  - L'aviateur (2004) : Johnny Meyer
  - Ma belle-mère est un monstre (2005) : Remy
  - Le retour (2006) : Kurt
  - Demi-frères (2008) : Derek Huff
  - Août (2008) : Joshua Sterling
  - Piranha 3D (2010) : Novak Radzinsky
  - Année Bissextile (2010) : le docteur Jeremy Sloane
  - Amis et parents (2011) :  Jason Fryman
  - Notre idiot de frère (2011) : Jeremy Horne
  - La vie secrète de Walter Mitty (2013) : Ted Hendricks
  - Le Spa à remonter dans le temps 2 (2015) : Adam Jr.
  - Krampus (2015) : Tom
  - Madame Web (2024) : Benjamin « Ben » Parker

- Toby Kebbell dans : (10 films)
  - Prince of Persia : Les Sables du temps (2010) : Prince Garsiv
  - L'Apprenti sorcier (2010) : Drake Stone
  - La Colère des Titans (2012) : Agénor
  - Le Conseiller (2013) : Tony
  - Les 4 Fantastiques (2015) : Victor von Doom / Docteur Fatalis
  - Warcraft (2016) : Durotan
  - Ben-Hur (2016) : Messala
  - Or (2016) : Jennings
  - Destruction (2018) : Silas
  - Bloodshoot (2020) : Martin Axe

- Bobby Cannavale dans : (8 films)
  - Si on dansait? (2004) : Chic
  - Une voix dans la nuit (2006) : Jess
  - Gagnant Gagnant (2011) : Terry Delfino
  - #Chef (2014) : Tony
  - Espionne (2015) : Sergio De Luca
  - Danny Collins (2015) : Tom Donnelly
  - La vie d'Ezra (2023) : Max Brandel
  - MaXXXine (2024) : détective Torres
- Eric Bana dans : (8 films) 
  - Hulk (2003) : Bruce Banner
  - Troie (2004) : Hector
  - Deux Sœurs pour un roi (2008) : Henri VIII d'Angleterre
  - Le temps n'est rien (2009) : Henry DeTamble
  - Star Trek (2009) : Nero
  - Drôle de monde (2009) : Clarke
  - Délivrez-nous du mal (2014) : Ralph Sarchie
  - Les Heures de gloire (2016) : Daniel Cluff

- Jeremy Renner dans : (8 films)
  - Mission impossible : Protocole Fantôme (2011) : William Brandt
  - La peur dans la peau : L'Héritage de Bourne (2012) : Aaron Cross
  - Hansel et Gretel: Chasseurs de sorcières (2013) :  Hansel
  - Arnaque à l'américaine  (2013) : Carmine Polito
  - Mission : Impossible - La Nation Rogue (2015) : William Brandt
  - L'Arrivée (2016) : Dr Ian Donnelly
  - Meurtre à Wind River (2017) : Cory Lambert
  - Tag (2018) : Jerry Pierce

- 50 Cent dans : (6 films)
  - La Loi et l'Ordre (2008) : Marcus <<Spider>> Smith
  - 13 (2010) : Jimmy
  - Braqueurs (2011) :
  - Unités d'élite (2012) : Jonas Malo Maldonado
  - Le feu par le feu (2012) : Lamar
  - Le Gaucher (2015) : Lamar

- 2002 : Eminem : Jimmy « B-Rabbit » Smith Jr. dans 8 Mile
- 2004 : Giuseppe Andrews : Shériff Winston dans Cabin Fever
- 2008 : Jeffrey Donovan dans L'Échange
- 2009 : Hans Matheson dans Sherlock Holmes
- 2009 : Rain dans Ninja assassin
- 2009 : Jason Lewis dans Sexe à New York
- 2010 : Kevin Durand dans Robin Hood
- 2010 : Marc Blucas dans Night and Day
- 2010 : Jonah Hill : Hal Stewart dans Megamind
- 2011 : Tracy Morgan : Luis dans Rio
- 2011 : Jason Momoa : Conan, dans Conan le barbare
- 2011 : Matt Damon : Bill the krill dans Les Petits Pieds du bonheur 2
- 2011 : Ben Stiller : Josh Kovacs dans Cambriolage dans la tour
- 2011 : Peter Stebbings : Hélios dans Les Immortels
- 2012 : Nate Parker : Martin Easy Julian dans Red Tails
- 2012 : Nestor Carbonell : Anthony Garcia dans L'Ascension du chevalier noir
- 2013 : Matt Ryan : Edward Kenway dans Assassin’s Creed IV: Black Flag
- 2014 : Alan Tudyk: Alistair Krei dans Les Nouveaux Héros
- 2019 : Blake Shelton : Ox dans UglyDolls

### Télévision

#### Série de téléfilms
- Dylan Neal dans :
  - 2015-2020 : Enquêtes gourmandes (The Gourmet Detective) : Henry Ross[2]
    - 2015 : Enquêtes gourmandes : Meurtre au menu (The Gourmet Detective) de Scott Smith
    - 2015 : Enquêtes gourmandes : Meurtre quatre étoiles (The Gourmet Detective: A Healthy Place to Die) de Scott Smith
    - 2016 : Enquêtes gourmandes : Meurtre al dente (The Gourmet Detective: Death Al Dente) de Terry Ingram
    - 2017 : Enquêtes gourmandes : Festin mortel (Eat, Drink & Be Buried: A Gourmet Detective Mystery) de Mark Jean
    - 2020 : Enquêtes gourmandes : Le secret du chef (Gourmet Detective: Roux the Day) de Mark Jean

#### Séries animés
- 2010 : Family Guy : Glenn Quagmire (Seth MacFarlane)
- 2013 : Les Singestronautes : Lord Peel (Mark McKinney)

## Nominations
- Prix Gémeaux 1996 catégorie Meilleur animateur émission jeunesse